# Hornstedtia parviflora
Hornstedtia parviflora är en enhjärtbladig växtart som beskrevs av Henry Nicholas Ridley. Hornstedtia parviflora ingår i släktet Hornstedtia och familjen Zingiberaceae. Inga underarter finns listade i Catalogue of Life.